# 安部信峯
安部 信峯（あんべ のぶみね）は、江戸時代中期の大名。武蔵国岡部藩4代藩主。官位は従五位下・丹波守。

## 生涯
万治2年（1659年）、岡部藩3代藩主・安部信友の長男として誕生。
延宝2年（1674年）、初めて4代将軍・徳川家綱に御目見する。貞享3年（1686年）10月に従五位下丹波守に叙任された。
元禄14年（1701年）3月14日に起こった播磨国赤穂藩主・浅野長矩による吉良義央への刃傷事件の際には、浅野とは母方の従兄弟にあたるため戸田氏定（美濃国大垣藩主）と共に一族連座して出仕をとめられた。しかし、5月には出仕、6月には将軍拝謁がそれぞれ許された。
同年6月29日に家督相続したが、この際に弟・信方に2000石を分知している。8月に初めて領地入りした。宝永2年（1705年）に岡部村に陣屋を移しており、正確にはこのときから岡部藩は始まった。
宝永3年（1706年）に死去。次男・信賢が跡を継いだ。

## 系譜
父母
- 安部信友（父）
- 内藤忠政の娘（母）

正室
- マツ ー 秋月種信の娘

子女
- 安部信賢（次男）生母はマツ（正室）
- 内藤長頼[1]（三男）生母はマツ（正室）
- 安部信政（四男）
- 安部信昌（五男）
- 松平忠盈継室

養女
- 娘 ー 実妹